# العلاقات الفرنسية الكازاخستانية
العلاقات الفرنسية الكازاخستانية هي العلاقات الثنائية التي تجمع بين فرنسا وكازاخستان.

## مقارنة بين البلدين
هذه مقارنة عامة ومرجعية للدولتين:
| وجه المقارنة                                              | فرنسا                                                    | كازاخستان                      |
| --------------------------------------------------------- | -------------------------------------------------------- | ------------------------------ |
| المساحة (كم2)                                             | 643.80 ألف                                               | 2.72 مليون                     |
| عدد السكان (نسمة)                                         | 67.12 مليون                                              | 17.95 مليون                    |
| الكثافة السكانية (ن./كم²)                                 | 104.26                                                   | 6.6                            |
| العاصمة                                                   | باريس                                                    | نور سلطان                      |
| اللغة الرسمية                                             | لغة فرنسية                                               | اللغة القازاقية، اللغة الروسية |
| العملة                                                    | يورو، فرنك س ف ب، فرنك فرنسي، Livre tournois ‏            | تينغ كازاخستاني                |
| الناتج المحلي الإجمالي (بليون دولار)                      | 2.58 تريليون                                             | 159.41 مليار                   |
| الناتج المحلي الإجمالي (تعادل القوة الشرائية) بليون دولار | 2.87 تريليون                                             | 439.39 مليار                   |
| الناتج المحلي الإجمالي الاسمي للفرد دولار أمريكي          | 36.20 ألف                                                | 10.51 ألف                      |
| الناتج المحلي الإجمالي للفرد دولار أمريكي                 | 39.33 ألف                                                | 24.23 ألف                      |
| مؤشر التنمية البشرية                                      | 0.888                                                    | 0.788                          |
| رمز المكالمات الدولي                                      | +33                                                      | +7                             |
| رمز الإنترنت                                              | .fr، .bzh ‏، .tf، .re، .wf، .yt، .pm، .paris              | .kz، .қаз ‏                     |
| المنطقة الزمنية                                           | أوروبا/باريس ‏، توقيت وسط أوروبا، توقيت وسط أوروبا الصيفي | ت ع م+05:00، ت ع م+06:00       |

## مدن متوأمة
في ما يلي قائمة باتفاقيات التوأمة بين مدن فرنسية وكازاخستانية:
- ترتبط رين مع ألماتي باتفاقية توأمة منذ 4 أبريل 1998.[17][17][17][17]

## منظمات دولية مشتركة
يشترك البلدان في عضوية مجموعة من المنظمات الدولية، منها:
| علم المنظمة | اسم المنظمة                               | تاريخ انضمام فرنسا | تاريخ انضمام كازاخستان |
| ----------- | ----------------------------------------- | ------------------ | ---------------------- |
|             | الاتحاد البريدي العالمي                   | ?                  | ?                      |
|             | بنك التنمية الآسيوي                       | 1970               | 1994                   |
|             | يونسكو                                    | 4 نوفمبر 1946      | 22 مايو 1992           |
|             | البنك الدولي للإنشاء والتعمير             | 27 ديسمبر 1945     | 23 يوليو 1992          |
|             | وكالة ضمان الاستثمار متعدد الأطراف        | 28 ديسمبر 1989     | 12 أغسطس 1993          |
|             | الاتحاد الدولي للاتصالات                  | 1866               | 23 فبراير 1993         |
|             | منظمة الشرطة الجنائية الدولية             | ?                  | ?                      |
|             | مؤسسة التمويل الدولية                     | 20 يوليو 1956      | 30 سبتمبر 1993         |
|             | مجموعة الموردين النوويين                  | ?                  | ?                      |
|             | الأمم المتحدة                             | 24 أكتوبر 1945     | 2 مارس 1992            |
|             | منظمة الأمن والتعاون في أوروبا            | 25 يونيو 1973      | 30 يناير 1992          |
|             | مؤسسة التنمية الدولية                     | 30 ديسمبر 1960     | 23 يوليو 1992          |
|             | الفريق المعني برصد الأرض                  | ?                  | ?                      |
|             | منظمة حظر الأسلحة الكيميائية              | ?                  | ?                      |
|             | المركز الدولي لتسوية المنازعات الاستشارية | 20 سبتمبر 1967     | 21 أكتوبر 2000         |

## وصلات خارجية
- موقع وزارة الخارجية الفرنسية
- موقع وزارة الخارجية الكازاخستانية